# Biskupi Saint Thomas
Biskupi Saint Thomas – biskupi diecezjalni i biskup pomocniczy prałatury terytorialnej Wysp Dziewiczych, a od 1977 diecezji Saint Thomas.

## Biskupi

### Biskupi diecezjalni
| Lata urzędowania | Biskup | Biskup                  | Uwagi |
| ---------------- | ------ | ----------------------- | --- |
| 1960–1985        |        | Edward John Harper CSsR | prefekt apostolski Wysp Dziewiczych w latach 1960–1977, następnie biskup diecezjalny Saint Thomas                                                                             |
| 1985–1992        |        | Seán O’Malley OFMCap    | następnie biskup diecezjalny Fall River w latach 1992–2002, późniejszy biskup diecezjalny Palm Beach w latach 2002–2003, następnie arcybiskup metropolita bostoński, kardynał |
| 1993–1999        |        | Elliot Thomas           | |
| 1999–2007        |        | George Murry SJ         | następnie biskup diecezjalny Youngstown |
| 2008–2020        |        | Herbert Bevard          | |
|                  |        | Wilton Gregory          | administrator apostolski sede vacante w latach 2020–2021 |
| od 2021          |        | Jerome Feudjio          | |

### Biskup pomocniczy
| Lata urzędowania | Biskup | Biskup               | Uwagi |
| ---------------- | ------ | -------------------- | --- |
| 1984–1985        |        | Seán O’Malley OFMCap | koadiutor, następnie biskup diecezjalny Saint Thomas, późniejszy biskup diecezjalny Fall River w latach 1992–2002, następnie biskup diecezjalny Palm Beach w latach 2002–2003, późniejszy arcybiskup metropolita bostoński, kardynał |